# João de Barros (Historiker)

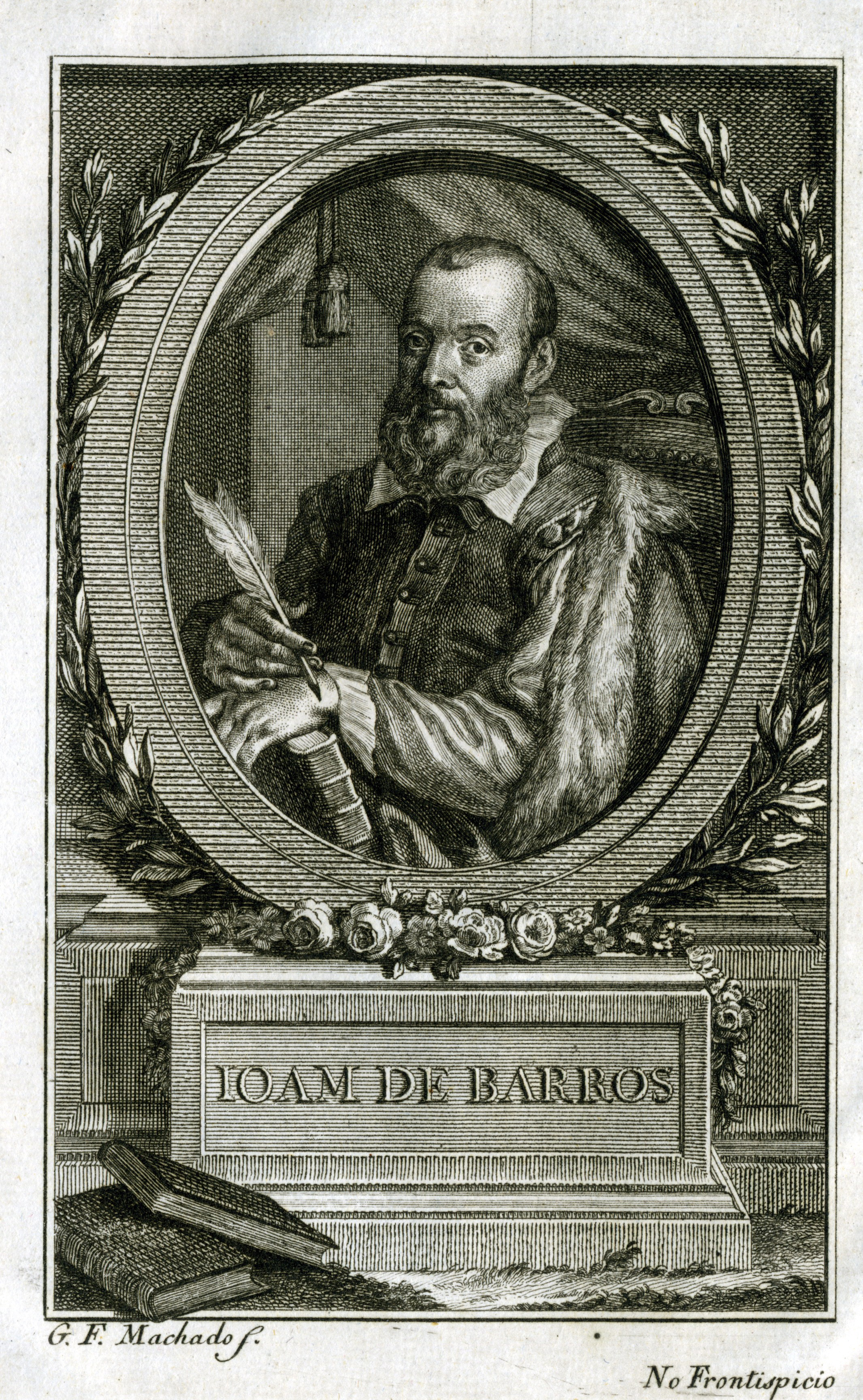
João de Barros in einer späteren Darstellung von 1777

João de Barros (IPA ʒu.'ɐ̃w̃ dɨ 'ba.ʁuʃ) (* 1496; † 20. Oktober 1570) ist einer der ersten großen portugiesischen Historiker, der vor allem durch seine Décadas da Ásia (Dekaden von Asien) bekannt wurde, in denen er die Geschichte der Portugiesen in Indien und Asien aufzeichnete. Man nennt ihn auch den portugiesischen Livius.

## Frühe Jahre
João de Barros wurde im Palast von König Manuel I. von Portugal erzogen. Im Alter von 20 Jahren schrieb er den Ritterroman Chronik des Kaisers Clarimundo. Es heißt, dass er hierbei von Prinz Johann (später König Johann III.) unterstützt wurde. Nachdem Prinz Johann den Thron bestieg, machte er de Barros zum Hauptmann der Festung São Jorge da Mina in Elmina, wo er 1522 eintraf. Von 1525 bis 1528 war er Schatzmeister im Indienhaus.
Während der Pestepidemie von 1530 verließ er Lissabon und wohnte in seinem Landhaus bei Pombal. Hier vollendete er den moralischen Dialog Rho pica Pneuma, welcher die Begeisterung von Juan Luís Vives weckte. Bei seiner Rückkehr nach Lissabon 1532 ernannte ihn der König zum Vorsitzenden des Indienhauses und des Minahauses (Casa da Guiné e da Mina). Dies waren Positionen von großer Verantwortung und Wichtigkeit zu der Zeit als Lissabon das europäische Zentrum des Osthandels war. De Barros war ein fähiger Verwalter, der sehr viel Fleiß und Uneigennützigkeit zeigte, was selten war zu dieser Zeit. Das Ergebnis war, dass er nur wenig Geld verdiente in einer Position, in der seine Vorgänger ein Vermögen angehäuft hatten.
Zu dieser Zeit wollte König Johann III. Siedler nach Brasilien locken. Das Land wurde aufgeteilt in Verwaltungseinheiten und er machte de Barros zum Hauptmann von Maranhão. Er bereitete mit zwei Partnern eine Armada mit 10 Schiffen vor, von denen jedes 900 Männer beförderte und die 1539 auslief. Wegen der Unaufmerksamkeit des Lotsen erlitt die ganze Flotte Schiffbruch, wodurch ein großer finanzieller Schaden entstand. Als ein Zeichen von gutem Willen zahlte de Barros die Schulden von denen, die bei der Expedition umgekommen waren.
Während dieser Jahre setzte er seine Studien in seiner Freizeit fort. Kurz nach dem brasilianischen Desaster bot er an, die Geschichte der Portugiesen in Indien (also die Décadas da Ásia) aufzuschreiben, was der König annahm. Er begann sofort mit der Arbeit. Aber bevor das erste Werk gedruckt wurde, veröffentlichte er 1540 ein Buch über portugiesische Grammatik und einige weitere moralischen Dialoge.

## Dekaden von Asien
Der erste Band der Décadas da Ásia („Dekaden von Asien“) erschien 1552 und der Zuspruch war so groß, dass der König ihm auftrug, die Chronik von König Manuel I. zu schreiben. Wegen seiner vielen Beschäftigungen fand er keine Zeit dazu. Das Buch wurde schließlich von Damião de Góis verfasst. Der zweite Band der Dekaden erschien 1553, der dritte 1563, aber der vierte und letzte wurde erst 1615, lange nach dem Tod des Autors veröffentlicht.
Die Dekaden enthalten die frühe Geschichte der Portugiesen in Indien und Asien und lassen erkennen, dass er sowohl östliche Historiker und Geografen als auch die Aufzeichnungen seines eigenen Landes gründlich studiert hat. Sie zeichnen sich durch die Klarheit der Darstellung und durch systematische Gliederung aus. Sie enthalten sehr lebendige Darstellungen. Beispielsweise wird beschrieben, wie der König von Viantana die Botschafter von Portugal in Malakka in kochendem Wasser umbrachte und ihre Körper den Hunden zum Fraß vorwarf.
Diogo de Couto setzte die Dekaden fort und schrieb neun weitere Bände. Eine moderne Ausgabe in 14 Bänden erschien von 1778 bis 1788 in Lissabon als Da Asia de João de Barros, dos feitos que os Portuguezes fizeram no descubrimento e conquista dos mares e terras do Oriente. Zu dieser Ausgabe erschienen auch ein Buch mit dem Leben von de Barros geschrieben von dem Historiker Manoel Severim de Faria und ein umfassender Index aller Dekaden.
João de Barros gibt in den Dekaden an, sich bei der Auswertung nicht-europäischer Literatur auf Übersetzungen lokaler Agenten gestützt zu haben. De Barros schreibt von einem „maurischen Prinzen namens Xá Nosaradim“, der im Jahr 1300 eine Militärkampagne in den Süden Indiens unternommen hätte. Der indische Historiker Sanjay Subrahmanyam untersucht in Europe’s India die Quellen, die Europäer zur Beschreibung von Indien im Zeitalter der Entdeckungen verwendet haben. Er kommt zum Schluss, dass für de Barros Bericht über die Kampagne des „Xá Nosaradim“ drei persische Quellen in Betracht kommen. Alle drei Quellen erwähnen jedoch andere Herrscher und andere Zeitangaben als 1300. Sanjay Subrahmanjam schließt hieraus, dass de Barros und seine portugiesischen Vertrauten über keine schriftlichen Kenntnisse in außereuropäischen Schriftsprachen wie Persisch verfügt haben können und dass die lokalen Agenten, die de Barros als Übersetzer erwähnt, entweder unzuverlässig waren oder nicht über ausreichende Persischkenntnisse verfügt haben.
Dietrich Wilhelm Soltau ist Verfasser einer Geschichte der Entdeckungen und Eroberungen der Portugiesen im Orient, vom Jahr 1415 bis 1539 nach Anleitung der Asia des João de Barros.

## Späte Jahre
Im Januar 1568 zog er sich von seiner einträglichen Position im Indienhaus zurück und erhielt den Rang eines Fidalgos sowie eine Pension und andere finanziellen Vergütungen von König Sebastian. Er starb am 20. Oktober 1570.